# Carles Planas Antolínez
Carles Planas Antolínez (Sant Celoni, 4 de març de 1991) és un futbolista professional català, que juga com a defensa.
El Barça el va fitxar a la PB Sant Celoni en el primer any d'aleví. A partir d'aquí, va jugar en totes les categories fins a arribar al filial. Ha estat internacional amb les seleccions inferiors. Va formar part de la selecció espanyola sub-19 que va disputar el Campionat d'Europa de la UEFA Sub-19 de 2010 en què la selecció espanyola hi va quedar subcampiona.
El 2012, després que hagués estat un dels jugadors amb més partits disputats al Barça B d'Eusebio Sacristán, i d'haver debutat amb el primer equip en un partit de Copa del Rei contra l'Alavés, el Barça li va renovar el contracte fins a la temporada 2013-14.
El 5 de juny de 2014 Planas fou alliberat pel Barça, i el mateix dia va fitxar pel Celta de Vigo amb un contracte de tres anys, el mateix equip pel qual va fitxar també el seu company al Barça B Sergi Gómez.
El juliol de 2017 fou alliberat pel Celta de Vigo i va ser fitxat pel Girona FC amb un contracte de tres anys.